# Valentin Afonin
Valentin Ivanovič Afonin (in russo Валентин Иванович Афонин?; Vladimir, 22 dicembre 1939 – 2 aprile 2021) è stato un allenatore di calcio e calciatore sovietico, di ruolo difensore.

## Carriera

### Calciatore
Vinse il campionato sovietico nel 1970 con il CSKA Mosca.
Con la nazionale fu convocato sia ai Mondiali del 1966 che a quelli del 1970; partecipò anche agli europei del 1968.

### Allenatore
Fu assistente dello SKA Rostov e allenatore dello SKA Chabarovsk..

## Palmarès
- Campionato sovietico: 1

CSKA Mosca: 1970